# Phylloxera ilicis
Phylloxera ilicis är en insektsart som beskrevs av Grassi, Foa, Grandori, Bonfigli och Topi 1912. Phylloxera ilicis ingår i släktet Phylloxera och familjen dvärgbladlöss. Inga underarter finns listade i Catalogue of Life.